# Tom Fox (Aktivist)

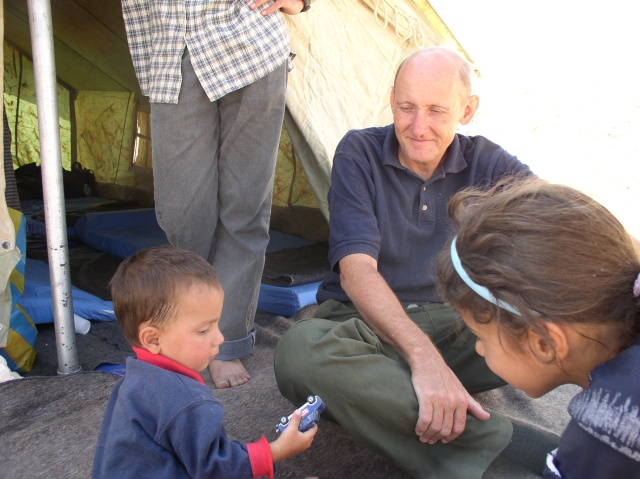
Tom Fox mit Kindern

Thomas William „Tom“ Fox (* 1951 in den USA; † 2006 im Irak) war ein US-amerikanischer Friedensaktivist. 
Er leistete als Vertreter des Christian Peacemaker Teams in Kooperation mit irakischen Menschenrechtsorganisationen zwei Jahre bis zu seinem Tod Friedensarbeit im Irak. Die CPT sind eine der wenigen noch im Irak aktiven Hilfsorganisationen.
Zuvor war er an Friedensmissionen in Palästina beteiligt.
Er war seit 22 Jahren praktizierender Quäker und sah sich verpflichtet, die amerikanische Bevölkerung über die Schrecken des Krieges und ihre Auswirkung auf normale irakische Familien infolge der US-Politik aufzuklären. Fox hatte zuvor als Lebensmittelhändler gearbeitet. Er war Leiter von Jugendprogrammen und Sommerfreizeiten der Quäker für Kinder.
Er wurde am 26. November 2005 in Bagdad zusammen mit drei anderen Aktivisten des Christlichen Friedensstifterteams entführt. Es handelte sich um Norman Kember (74), Harmeet Singh Sooden (32) und James Loney (41). Die Entführer drohten, alle Geiseln zu töten, sollten die USA nicht alle irakischen Gefangenen in den USA und im Irak bis zum 8. Dezember 2005 freilassen. Später verlängerten sie ihr Ultimatum bis zum 10. Dezember. Am 10. Dezember wandte sich Katherine Fox mit einer Nachricht an die Entführer, in der sie sagt, dass sie und ihr Vater glauben, dass die Iraker gerechtfertigte Befürchtungen gegenüber der US-Anwesenheit im Irak haben.
Am 7. März zeigte der Sender Al-Jazeera ein Video, das andere drei Geiseln, aber nicht Fox, zeigte. Am 10. März verkündete das US-Außenministerium, dass Fox’ Leiche gefunden wurde. Am 23. März wurden die drei anderen Geiseln durch britische Soldaten befreit.
Fox lebte in Clearbrook, Virginia.